# Балтимор (округ)
Округ Балтимор (англ. Baltimore County) — округ в северной части штата Мэриленд. С административной точки зрения, современный округ Балтимор с городом Балтимор не связан. Административный центр округа (county seat) — город Таусон. Округ Балтимор окружает город Балтимор и граничит с округом Анн-Арандел на юге, округом Хауард на юго-западе, округом Карролл на западе, Пенсильванией на севере, округом Харфорд на востоке и Чесапикским заливом на юго-востоке. В 2000 г., в округе проживало 754 292 человек. Округ назван в честь города Балтимор, который входил в состав округа до середины XIX века.

## Города-побратимы
- Новый Тайбэй, Тайвань[1]